# ウェーバ
ウェーバ（英: weber, 記号:Wb）は磁束の単位で、SI組立単位の一つである。ドイツの物理学者ヴィルヘルム・ヴェーバーにちなんで命名された。
SI基本単位で表すと Wb=kg m2 s−2 A−1 となる。他の組立単位で表すと、ボルト秒（記号: V s）またはテスラ平方メートル（記号: T m2）となる。
ウェーバは、ある閉曲線を通過する磁束の変化とその閉曲線のまわりの電界とを関連づけるファラデーの電磁誘導の法則に基づいて定義することができる。1 sあたり1 Wbの磁束の変化は、1 Vの起電力を生ずる。日本の計量単位令では「一秒間で消滅する割合で減少するときにこれと鎖交する一回巻きの閉回路に一ボルトの起電力を生じさせる磁束」と定義している。
なお、現在では主流ではないE-H対応の電磁気学においては、磁荷を基本として磁気に関する理論を組立、この場合には1 Wbは磁荷の大きさを表す単位として考えられる。
1 Wbの磁束は、108 マクスウェルの磁束にほぼ等しい。（相対誤差10−10程度）

## 符号位置
| 記号 | Unicode | JIS X 0213 | 文字参照          | 名称     |
| ---- | ------- | ---------- | ----------------- | -------- |
| ㏝   | U+33DD  | -          | &#x33DD; &#13277; | ウェーバ |

Unicodeには、ウェーバを表す上記の文字が収録されている。これはCJK互換用文字であり、既存の文字コードに対する後方互換性のために収録されているものであるので、使用は推奨されない。